# Powiat Mogilno
Ten artykuł należy dopracować:

przedstawiono sytuację tylko z niemieckiej perspektywy – artykuł powinien być przekrojowy.
Pomóż go poprawić. 
Powiat Mogilno (niem. Landkreis Mogilno, Kreis Mogilno; pol. powiat mogilnicki) - dawny powiat pruski, znajdujący się od 1818 do 1920 w granicach rejencji bydgoskiej w Prowincji Poznańskiej, a w latach 1939-1945 do rejencji inowrocławskiej Okręgu Rzeszy Kraj Warty. Teren dawnego powiatu należy obecnie do Polski.

## Historia
Tereny dawnego powiatu po I rozbiorze Polski od 1772 do 1807 należały do Obwodu Nadnoteckiego w prowincji Prusy Zachodnie. Południowa część powiatu z miastem Trzemeszno (Tremessen) po II rozbiorze Polski od 1793 do 1807 należała do prowincji Prusy Południowe. W roku 1807 po pokoju w Tylży tereny włączono w skład Księstwa Warszawskiego. Powiat powstał 1 stycznia 1818 pod nazwą Kreis Mogilno. 1 października 1887 z części powiatu wyodrębniono nowy powiat Znin. Podczas powstania wielkopolskiego Polacy zajęli powiat. W wyniku traktatu wersalskiego dnia 10 lutego 1920 powiat włączono do Polski i nazwę powiatu zmieniono na powiat mogilnicki. 26 października 1939 powiat mogilnicki już jako Landkreis Mogilno został przyłączony do III Rzeszy, do rejencji inowrocławskiej Okręgu Rzeszy Kraj Warty.